# Mactan-Cebu International Airport
Het Mactan-Cebu International Airport is het belangrijkste internationale vliegveld van de Filipijnse eilandengroep Visayas. Het vliegveld ligt in Lapu-Lapu City op Mactan, dicht bij Cebu City.
In 2006 werd begonnen met de bouw van terminal 1 voor internationale en binnenlandse vluchten ter waarde van 1 miljard peso. Daarnaast werden de vier bestaande vliegtuigslurven gerenoveerd en aangevuld met twee nieuwe.
In 2018 werd er een tweede terminal geopend speciaal voor internationale vluchten. Terminal 2 is een moderne terminal met veel faciliteiten. Na de opening van deze terminal ging de verbouwing van terminal 1 van start en functioneert uitsluitend nog voor binnenlandse vluchten
- IATA code: CEB
- ICAO code: RPVM

## Geschiedenis
De luchthaven werd in de jaren zestig van de 20e eeuw gebouwd als vervanging voor Lahug Airport, dat niet verder uitgebreid kon worden als gevolg van fysieke en veiligheidsredenen. De luchthaven werd later nog uitgebreid tot de huidige staat en is nu de tweede luchthaven van de Filipijnen, na de luchthaven van Manilla, Ninoy Aquino International Airport.

## Luchtvaartmaatschappijen
De volgende luchtvaartmaatschappijen vliegen op Mactan-Cebu International Airport:
- Nationale terminal 1
  - Airphil Express (Bacolod, Cagayan de Oro, Caticlan, Davao City, Iloilo City, Manilla, Ozamiz, Tacloban, Zamboanga)
  - Zest Airways (Cagayan de Oro, Caticlan en Manilla)
  - Cebu Pacific (Bacolod, Butuan, Cagayan de Oro, Caticlan, Clark, Davao City, Dipolog, Dumaguete, General Santos, Iloilo City, Legazpi City, Manilla, Ozamiz, Pagadian, Puerto Princesa, Siargao, Surigao City, Tacloban, Zamboanga City)
  - Philippine Airlines (Manilla)
  - Zest Airways (Manilla)
- Internationale terminal 2
  - Air Busan (Busan)
  - Airphil Express (Hongkong)
  - Asiana Airlines (Seoel-Incheon)
  - Cathay Pacific (Hongkong)
  - Cebu Pacific (Busan, Hongkong, Seoel-Incheon, Singapore)
  - Emirates (Dubai via Clark)
  - Jeju Air (Busan)
  - Jin Air (Seoel-Incheon)
  - Korean Air (Seoel-Incheon)
  - Philippine Airlines (Seoel-Incheon en Tokio-Narita)
  - Qatar Airways (Doha)
  - SilkAir (Singapore)
  - Tiger Airways (Singapore)
  - Zest Airways (Seoul-Incheon en Shanghai-Pudong)